# Шалимов, Владимир Егорович
Влади́мир Его́рович Шали́мов (1908—1942) — советский лётчик штурмовой авиации в годы Великой Отечественной войны, Герой Советского Союза (10.02.1943, посмертно). Гвардии майор.

## Биография

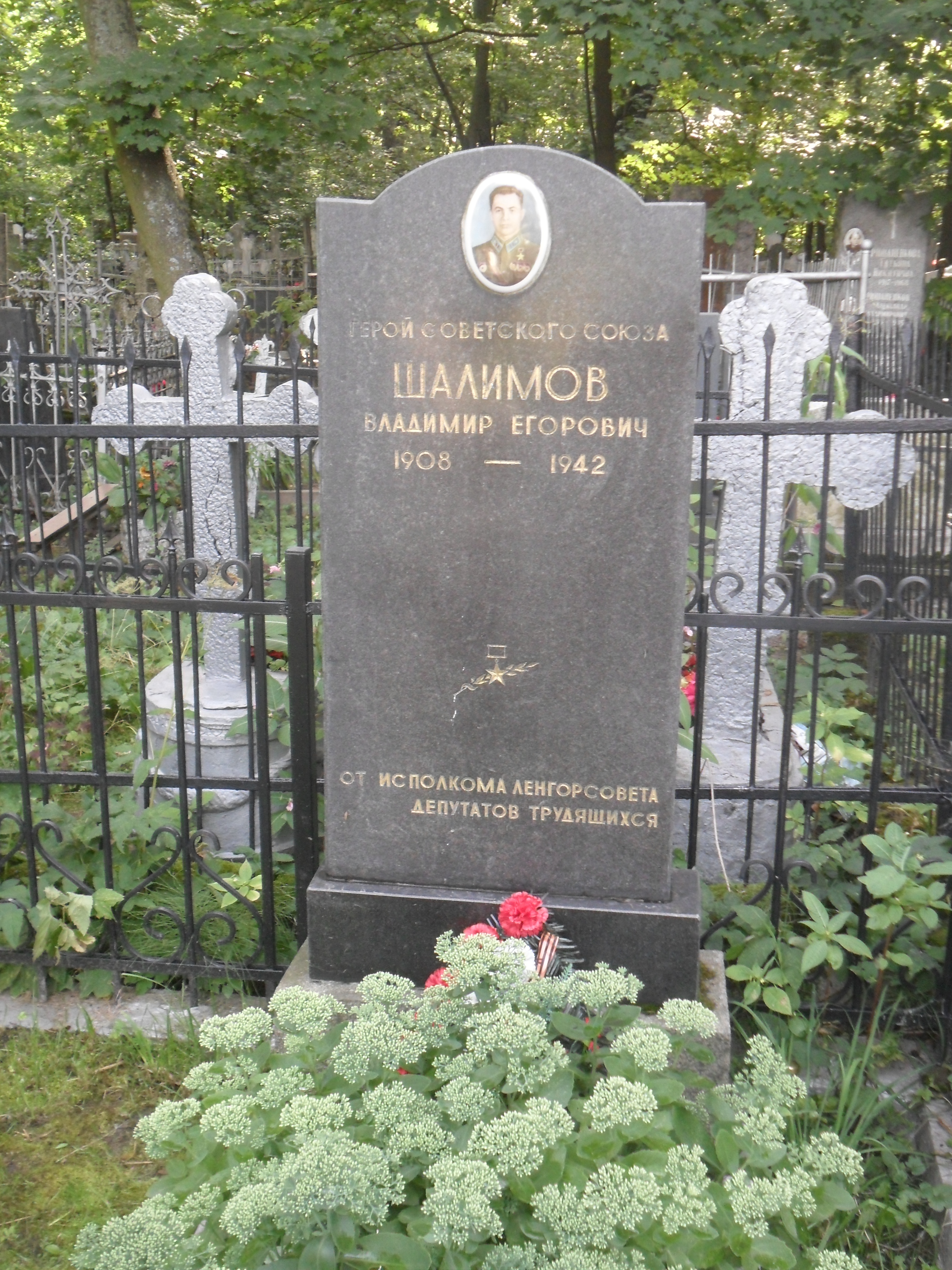
Могила В. Е. Шалимова на Красненьком кладбище Санкт-Петербурга

Родился 8 августа 1908 года в селе Большие Проходы ныне Дергачёвского района Харьковской области Украины в семье крестьянина. Украинец. Окончил рабфак, работал слесарем в трамвайном депо Харькова.
С 1929 года — в Красной Армии. Окончил Одесскую военную авиационную школу пилотов в 1933 году. Служил в бомбардировочной авиации. Член ВКП(б) с 1932 года. Принимал участие в национально-освободительной войне китайского народа против японских агрессоров в 1938 году и в советско-финской войне 1939—1940 годов. Одним из первых освоил штурмовик Ил-2.
В Великой Отечественной войне капитан Шалимов участвовал с июня 1941 года. Воевал на Западном фронте на посту командира эскадрильи в составе 175-го штурмового авиационного полка. Выполнил 10 боевых вылетов на штурмовку немецких войск. В воздушных боях сбил лично 1 вражеский самолёт. В июле 1941 года был ранен в бою.
В сентябре 1941 года с группой лётчиков прибыл в состав 174-го штурмового авиационного полка 5-й смешанной авиационной дивизии на Ленинградский фронт и назначен командиром эскадрильи. Полк в составе ВВС 23-й армии вёл боевые действия в ходе битвы за Ленинград. За массовый героизм личного состава при защите Ленинграда приказом наркома обороны СССР от 7 марта 1942 года 174-му штурмовому авиационному полку было присвоено гвардейское звание, и он стал именоваться 15-м гвардейским штурмовым авиационным полком. С ноября 1941 года был заместителем командира полка, а в конце декабря 1941 года, после гибели в бою предыдущего командира майора С. Н. Полякова, капитан В. Е. Шалимов был назначен командиром 15-го гвардейского авиационного полка. В боевом вылете 23 июля 1942 года в районе города Урицка Ленинградской области прямым попаданием зенитного снаряда самолёт майора Шалимова был сбит. Лётчик направил его на вражеские позиции и погиб при взрыве.
К моменту гибели на боевом счету выдающегося лётчика было 52 боевых вылета на штурмовку вражеских войск (только в составе 174/15-го гвардейского штурмового авиаполка, все вылеты в качестве командира группы). Он уничтожил 20 самолётов врага на его аэродромах, а также 15 танков, 76 автомашин, 10 полевых и зенитных орудий, 55 вагонов с военными грузами, 113 пулемётных и миномётных точек, 3 цистерны с горючим.
Изуродованное тело командира жители оккупированного Урицка тайно похоронили во дворе одного из жилых домов. В 1965 году Герой был перезахоронен с воинскими почестями на Красненьком кладбище в Ленинграде.
За образцовое выполнение боевых заданий командования на фронте борьбы с немецкими захватчиками и проявленные при этом отвагу и геройство Указом Президиума Верховного Совета СССР от 10 февраля 1943 года гвардии майору Шалимову Владимиру Егоровичу присвоено звание Героя Советского Союза (посмертно).
В мае 2023 года имя Владимира Шалимова присвоено скверу на проспекте Ветеранов в Санкт-Петербурге.

## Награды
- Герой Советского Союза (10.02.1943, посмертно)
- Орден Ленина (10.02.1943, посмертно)
- Два ордена Красного Знамени (14.03.1938, 21.05.1940)
- Орден Красной Звезды (20.11.1941)
- Медаль «За оборону Ленинграда» (1944, посмертно)[9]